# Groote Molen
De Groote Molen, Oude Molen of Banmolen is een watermolen die gebruikmaakt van het water van het riviertje de Geul en staat in Meerssen.
De watermolen is een rijksmonument en onderdeel van het Buitengoed Geul & Maas. In het gebouw is een bedrijf gevestigd dat hondenvoer produceert.

## Geschiedenis
Van 1778 dateert het molengebouw met waterrad van deze watermolen.
In 1931 werd het waterrad vervangen door een dubbele horizontale Francisturbine.
In 1986 werd de turbine op een elektriciteitsgenerator aangesloten.

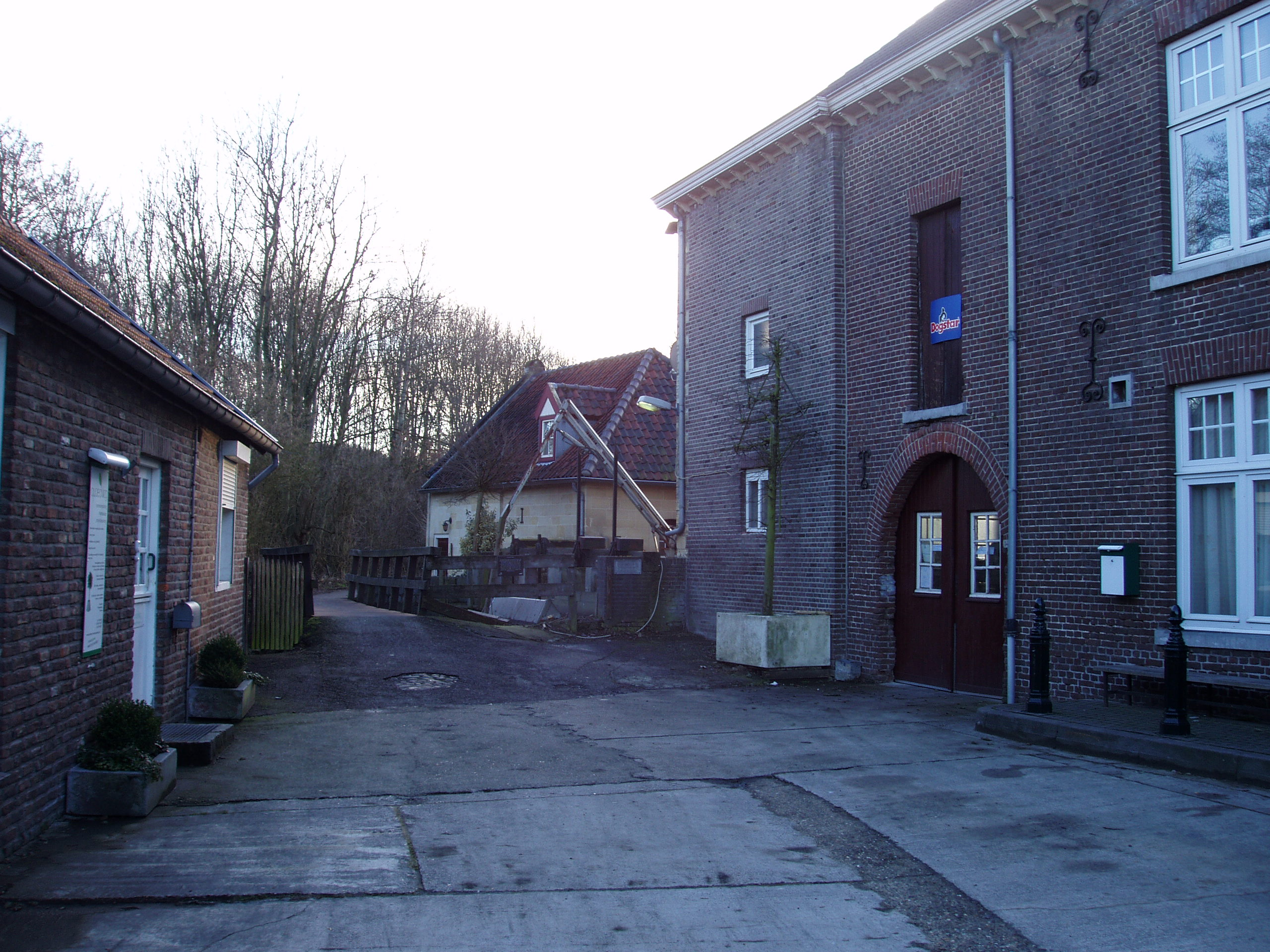
Situatie
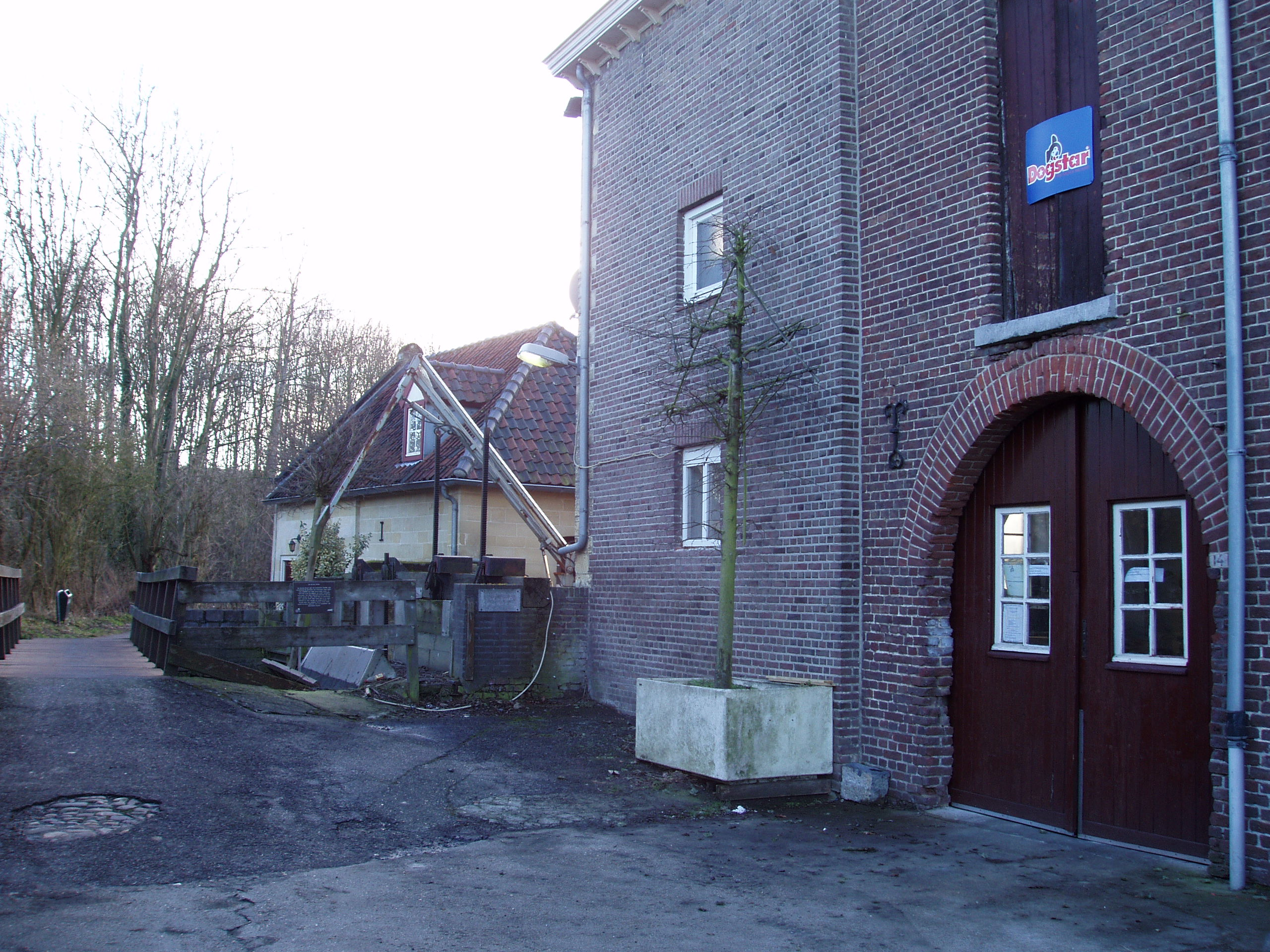
Voorzijde molen
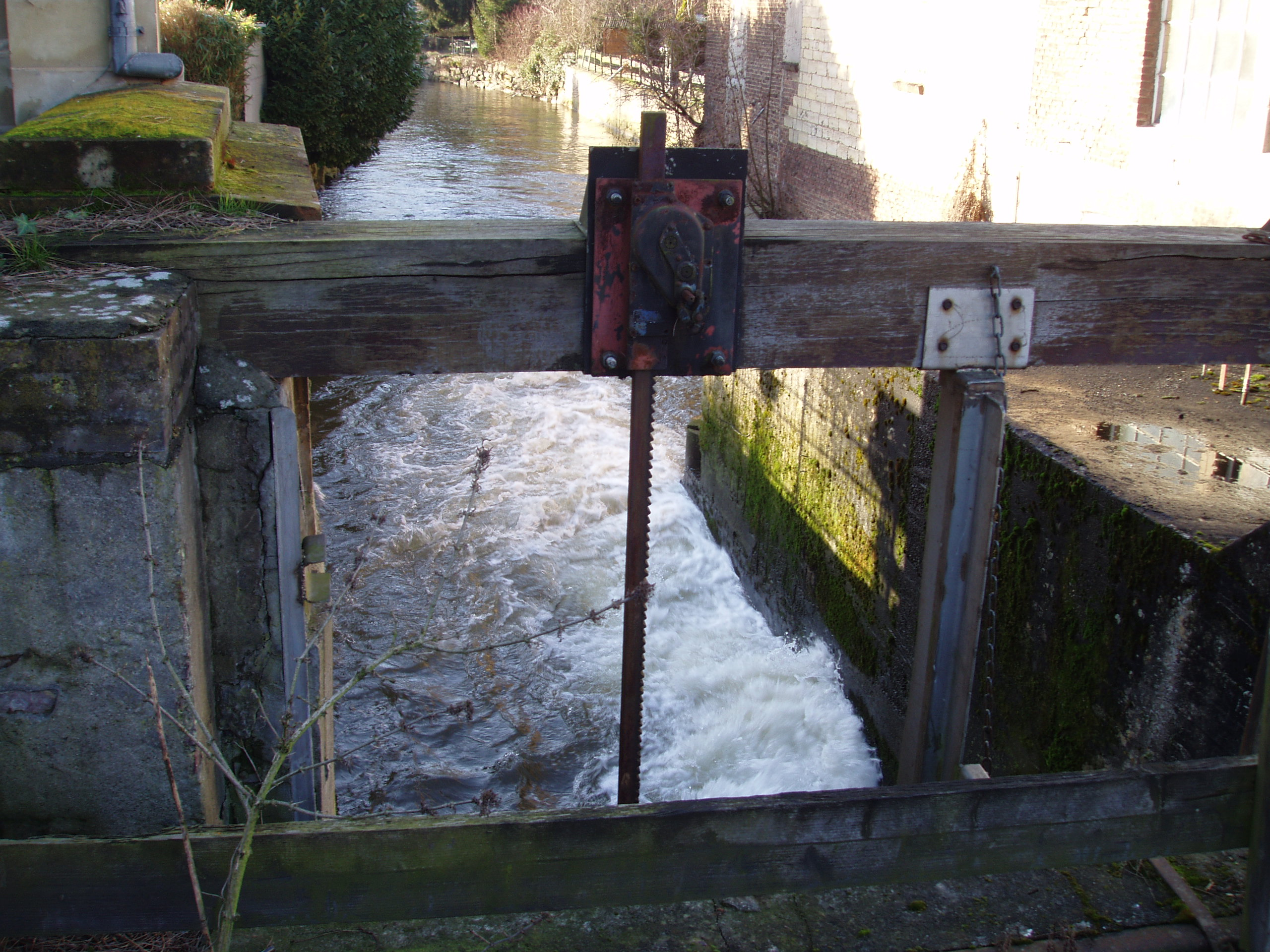
Ernaast
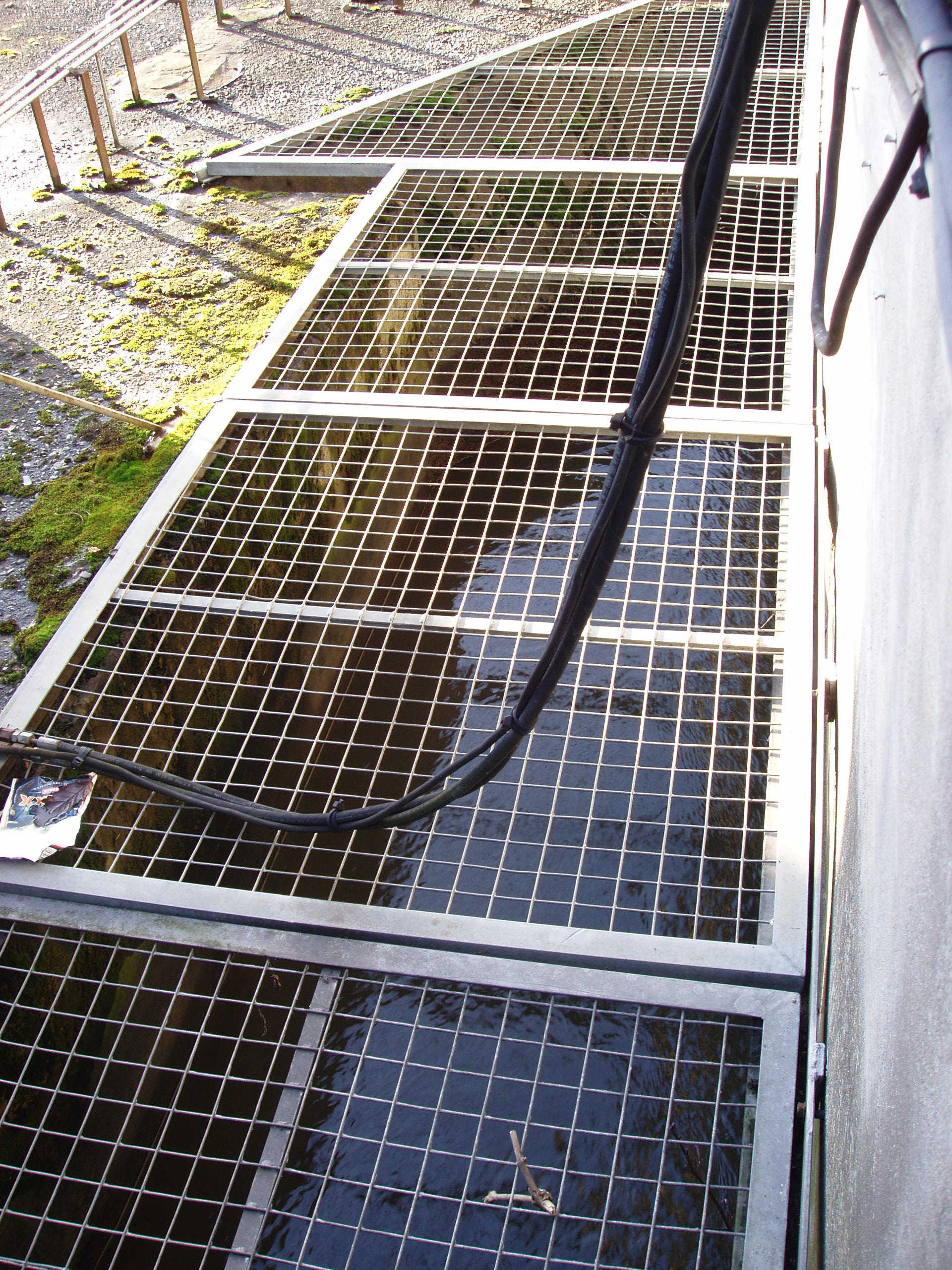
Van bovenaf